# Eudarcia hedemanni
Eudarcia hedemanni is een vlinder uit de familie van de Meessiidae. Deze soort is voor het eerst wetenschappelijk beschreven als Tinea hedemanni door Hans Rebel in een publicatie uit 1899.
De soort komt voor in Zwitserland, Oostenrijk en Italië.